# Tardu
Tardu (altürkisch: 𐱃𐰺𐰑𐰆𐱁, türkisch: Tarduş Kağan; † 603) war ein Herrscher der Westtürken im spätantiken Zentralasien. Er regierte von 576 bis 603.
Das türkische Khaganat war den spätantiken (griechischsprachigen) und den chinesischen Quellen zufolge zunächst in vier Khanate geteilt, mit einem übergeordneten Khan; nach 582 war der gesamte türkische Herrschaftsbereich in ein westliches und ein östliches Khaganat geteilt. Sogdien hatte bis etwa 576 Sizabulos regiert, der nach mehrheitlicher Meinung der Forschung mit dem aus türkischen Inschriften bekannten Herrscher Iştämi identisch sein soll, was aber keineswegs absolut gesichert ist. Sizabulos hatte durch Vermittlung des Sogdiers Maniakh um 570 erfolgreich ein Bündnis mit dem Oströmischen Reich gegen das persische Sassanidenreich abgeschlossen. Dies war der Beginn eines regelmäßigen Gesandtenaustauschs zwischen den Westtürken und Ostrom, worüber der spätantike Geschichtsschreiber Menander Protektor in seinem heute nur fragmentarisch erhaltenen Werk auf Basis sehr guter Quellen recht ausführlich berichtet.
Sizabulos starb 576. Als kurz darauf eine oströmische Gesandtschaft unter Valentinos den türkischen Hof erreichte, wurde sie dort von dem Türkenherrscher Turxanthos, einem Sohn des Sizabulos, sehr unfreundlich empfangen. Die Gesandtschaft wollte die Regierungsübernahme des neuen Kaisers Tiberios I. anzeigen und das Bündnis gegen Persien erneuern. Turxanthos machte den oströmischen Gesandten jedoch schwere Vorwürfe, weil der oströmische Kaiser trotz des Bündnisses mit den Türken nun mit den nach Westen vorgestoßenen Awaren in Verbindung stand. Die Awaren jedoch betrachtete Turxanthos als entflohene Sklaven der Türken und stieß gegen sie heftige Drohungen aus. Turxanthos weigerte sich, mit den Oströmern zu verhandeln, musste ihnen jedoch gestatten, weiter zu Tardu zu ziehen.
In diesem Zusammenhang ist die Rangstellung des Turxanthos in der Hierarchie des türkischen Khaganats von Bedeutung, die nicht ganz einfach zu ermitteln ist. Die Aussagen bei Menander deuten eindeutig darauf hin, dass Turxanthos keineswegs der Oberherrscher der Westtürken, vielleicht nicht mal der Erste unter Gleichen war. Diese Rolle nahm zumindest im Westen offenbar Tardu ein. Dieser ist auch in chinesischen Quellen gut belegt. Das römisch-türkische Bündnis wurde allerdings nicht erneuert und zerbrach schließlich; offenbar hatte auch Tardu kein Interesse mehr daran.
Tardu war den Quellen zufolge der (wohl ältere) Bruder des Turxanthos und ein Sohn des Iştämi, wenngleich die Bruderanrede in den Quellen eventuell auch nur auf eine Rangordnung hindeutet und die Gleichsetzung von Iştämi mit Sizabulos wie gesagt nicht völlig unumstritten ist.
Jedenfalls war Tardu offenbar der ranghöchste westtürkische Herrscher, doch ist unklar, wie genau er an die Macht gelangte. Er residierte, als die oströmische Gesandtschaft ihn erreichte, am Berg Ektel im Altaigebirge und regierte über ein gewaltiges Territorium im westlichen Zentralasien, das sich von Transoxanien bis in die westliche Mongolei erstreckte. Bald kam es aber zu Spannungen innerhalb des Khaganats, dessen östlicher Teil sich bis nach Nordchina erstreckte. Bei internen Machtkämpfen im östlichen Khaganat unterstützte Tardu in den 580er Jahren einen Aufstand seines Neffen Apa (in chinesischen Quellen bezeichnet als Ta-Lo-Pien) gegen den Khagan Nivar. Nivar erhielt jedoch Unterstützung von den Chinesen, woraufhin sich Apa gegen Tardu wandte, um doch noch ein Reich zu etablieren. Apa war zunächst erfolgreich, wurde dann aber von anderen Türken geschlagen. Tardu selbst scheint nach seiner Niederlage gegen Apa einige Zeit nur noch formal im westlichen Khaganat regiert zu haben.
Tardu suchte und erhielt im Jahr 584 chinesische Unterstützung, da die nun in China regierende Sui-Dynastie vor allem daran interessiert war, die gefährlichen Nachbarn im Norden gegeneinander auszuspielen. Er unternahm 588/89 einen Vorstoß in das Sassanidenreich (dem ein persischer Gegenschlag folgte) und konnte sich schließlich wieder im Westteil des Khaganats etablieren, doch hatten die vorangegangenen Ereignisse die eher lockere Verbindung zum obersten Khagan im Osten faktisch gelöst. Als fatal erwies sich, dass die Türken bei den Kämpfen gegen die Perser Ende des 6. Jahrhunderts offenbar wenig erfolgreich agierten und in recht starke Abhängigkeit zu China gerieten, was die Autorität Tardus unterhöhlte. Dieser scheint mit aller Härte versucht zu haben, seine alte Rangstellung zu sichern, und trat 598 offenbar auch in Kontakt mit dem oströmischen Kaiser Maurikios. Tardu fiel anscheinend während eines Aufstands im Jahr 603.